# フリードリーン・フォン・ゼンガー・ウント・エッターリン

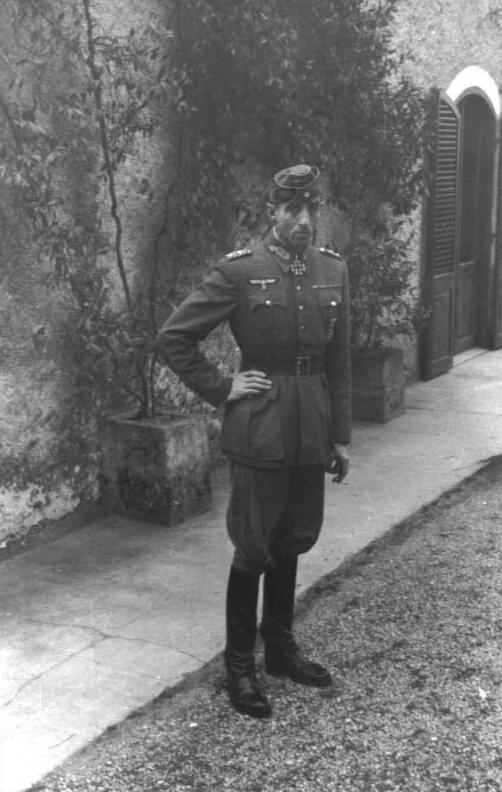
フォン・ゼンガー・ウント・エッターリン（1944年3月）

フリドリン・ルドルフ・テオドール・リッター・ウント・エドラー・フォン・ゼンガー・ウント・エッターリン（Fridolin Rudolf Theodor Ritter und Edler von Senger und Etterlin, 1891年9月4日 - 1963年1月4日）は、ドイツの軍人。最終階級はドイツ国防軍装甲兵大将。モンテ・カッシーノの戦いのドイツ側指揮官である。

## 経歴

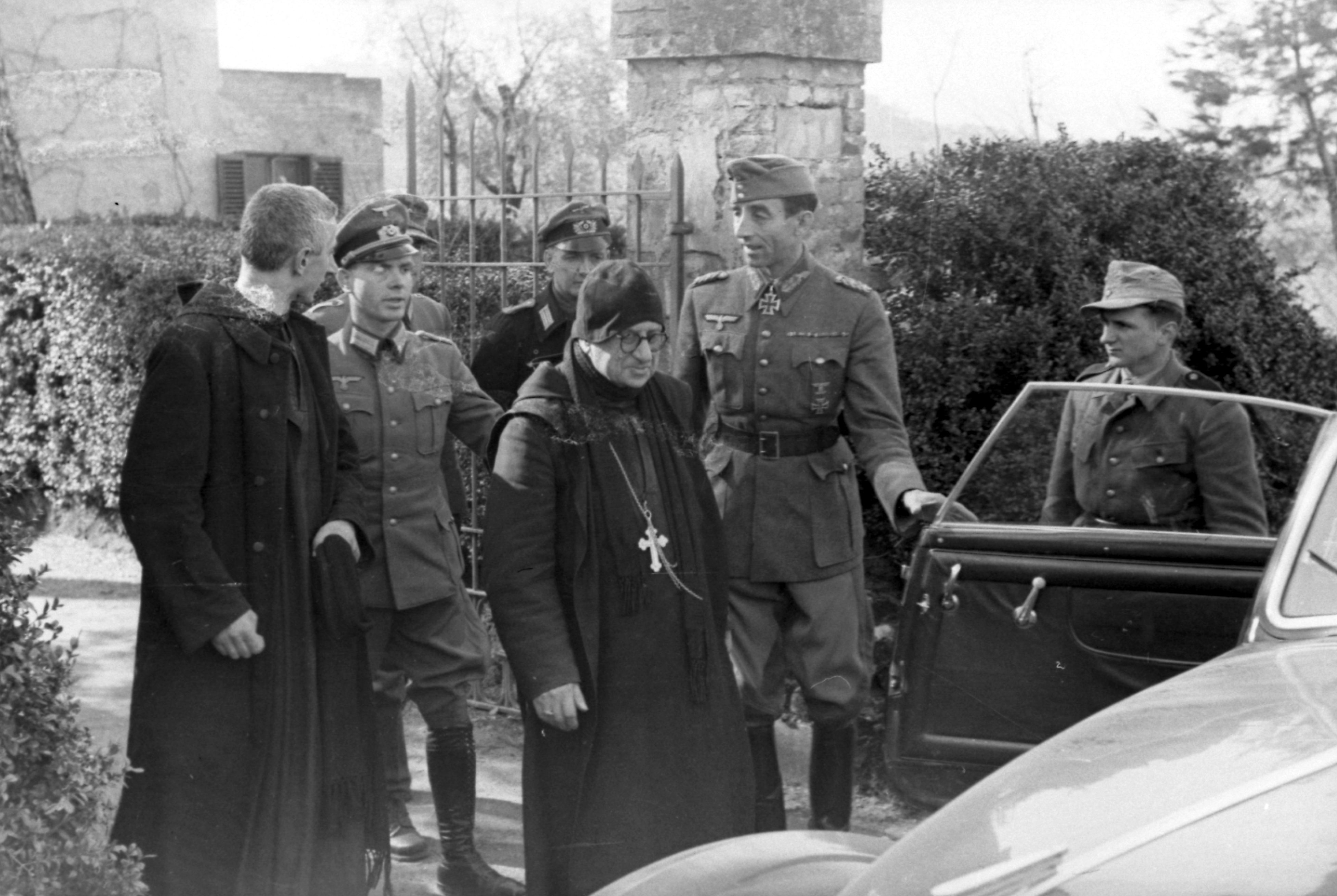
フォン・ゼンガー・ウント・エッターリン（写真中央・ドアに手をかけている人物）とモンテ・カッシーノ修道院長グレゴリオ4世（中央眼鏡の人物）（1944年2月）

オーバーフランケン地方の貴族の家庭に、ヴァルツフート（現バーデン＝ヴュルテンベルク州）で生まれる。1910年10月に一年志願兵として第5バーデン第76野戦砲兵連隊に入営する。その後フライブルク大学、オックスフォード大学で法学を学ぶ。第一次世界大戦が勃発すると、予備役少尉として軍に復帰し、元の連隊に属して西部戦線に従軍する。終戦直前の1918年6月に中尉に昇進。
終戦後はヴァイマル共和国軍に採用され、第5（プロイセン）騎兵連隊に配属された。ついで1921年に第18騎兵連隊の参謀となり、1924年4月からは中隊長となる。1924年5月に大尉に昇進。連隊の教育部長を経て、1932年8月に少佐に昇進、1936年8月に中佐、1938年11月に第3騎兵連隊長に任命された。1939年3月に大佐に昇進。
同年9月に第二次世界大戦が勃発すると、連隊を率いてポーランド侵攻に従軍。1940年2月、第1騎兵旅団長に転じる。フランス侵攻作戦終了後の7月にトリノ駐在のイタリア・フランス停戦委員会のドイツ代表に就任し、1942年7月まで務めた。その間の1941年9月に少将に昇進。1942年10月、第17装甲師団長に任命され、ロストフ防衛戦を指揮。1943年5月に中将に昇進し、シチリア島司令官、ついで1943年8月にサルデーニャ島およびコルシカ島司令官に任命された。1943年10月にドイツ十字章金章を受章。
1943年10月に第XIV装甲軍団司令官代行に任命され、1944年1月に装甲兵大将に昇進して同軍団司令官となった。同軍団司令官としてモンテ・カッシーノの戦いを指揮。4月に柏葉付騎士鉄十字章を受章。1944年10月には第14軍の指揮を代行した。1945年5月、ドイツの降伏に伴いC軍集団の一部として北イタリアでアメリカ軍に降伏し捕虜となった。
1947年に釈放されてからは、1950年にドイツ国防軍の元将軍らによる西ドイツの再軍備に関するヒンメロート覚書に関わり、ドイツ連邦軍設立への道を開いた。フライブルクで死去した。
息子フェルディナント（de:Ferdinand von Senger und Etterlin　1923年 - 1987年）も同様に軍人となり、ドイツ国防軍騎兵大尉を経てドイツ連邦軍大将となり、北大西洋条約機構中欧軍司令官を務めた。